# فيسينتي زيبايوس
فيسنتي أنطونيو زيبالوس ساليناس (من مواليد 10 مايو 1963)، سياسي من بيرو، شغل منصب رئيس وزراء بيرو من سبتمبر 2019 إلى يوليو 2020 تحت حكم الرئيس مارتن فيزكارا. قبل ذلك شغل منصب وزير العدل وحقوق الإنسان من 2018 إلى 2019.